# Асіташвілі Мераб Георгійович
Мераб Георгійович Асіташвілі (15 січня 1947  — лютий 2019 , Грузія ) — радянський футболіст, нападник .

## Кар'єра
Більшу частину кар'єри провів у клубі «Торпедо» Кутаїсі (1965—1971). У 1965—1970 роках у Вищій лізі чемпіонату СРСР зіграв 121 матч, забив 10 голів. У 1971 році в першій лізі провів 15 матчів. У другій половині сезону 1969 за «Мешахте» (Ткібулі) у другому дивізіоні країни.
Завершив кар'єру в команді першої ліги «Чорноморець» (Одеса) в 1972 році. В подальшому працював тренером у ДЮСШ «Чорноморець». Помер у лютому 2019 року.